# Jeff Williams (athlétisme)
Pour les articles homonymes, voir Jeff Williams et Williams.
Jeffrey "Jeff" Williams, né le 31 décembre 1965 à Los Angeles (Californie), est un ancien athlète américain, médaillé aux championnats du monde de 1995 à Göteborg sur 200 m.
Un an plus tard, aux jeux d'Atlanta, il se classait cinquième du 200 m qui voyait Michael Johnson devenir champion olympique et améliorer le record du monde.

## Palmarès

### Jeux olympiques d'été
- Jeux olympiques d'été de 1996 à Atlanta ( États-Unis) 
  - 5e sur 200 m

### Championnats du monde d'athlétisme
- Championnats du monde d'athlétisme de 1995 à Göteborg ( Suède)
  -  Médaille de bronze sur 200 m

### Jeux panaméricains
- Jeux Panaméricains de 1991 à La Havane ( Cuba)
  -  Médaille de bronze sur 100 m
  - disqualifié en relais 4 × 100 m

### Coupe du monde des nations d'athlétisme
- Coupe du monde des nations d'athlétisme de 1992 à La Havane ( Cuba)
  - 5e au classement général avec les Amériques
  - 3e sur 200 m
  - 1er en relais 4 × 400 m